# Чемпіонат Європи з баскетболу 2013
Чемпіонат Європи з баскетболу 2013 або Євроба́скет 2013 (англ. EuroBasket 2013) — 38-й розіграш чемпіонату Європи з баскетболу, що проходив з 4 по 22 вересня 2013 року в Словенії. У фінальній частині змагались 24 національні збірні.

## Обрання країни-господаря чемпіонату
Боснія і Герцеговина, Хорватія, Чехія, Німеччина, Італія і Словенія були потенційними кандидатами на проведення Євробаскету 2013. Країнам, що були зацікавлені у поданні формальної заявки на проведення чемпіонату, необхідно було подати її до 31 серпня 2010 року. 5 вересня 2010 року було оголошено, що тільки дві країни, Словенія та Італія, подали офіційні заявки,проте вже 15 жовтня 2010 року Італія відкликала свою заявкузалишивши таким чином Федерацію баскетболу Словенії єдиним претендентом. Офіційно рішення було оголошено на засіданні ФІБА Європа в Мюнхені 5 грудня 2010 року.

## Попередній раунд
Перший раунд пройшов з 4 по 9 вересня 2013 року. По 3 найкращі збірні з кожної групи продовжать боротьбу.

### Група A
| Місце | Команда         | І | В | П | МЗ  | МП  | МР  | Очки | ДП  |
| ----- | --------------- | - | - | - | --- | --- | --- | ---- | --- |
| 1     | Франція         | 5 | 4 | 1 | 403 | 344 | +59 | 9    | 1-0 |
| 2     | Україна         | 5 | 4 | 1 | 378 | 352 | +26 | 9    | 0-1 |
| 3     | Бельгія         | 5 | 2 | 3 | 344 | 371 | -27 | 7    | 2-0 |
| 4     | Велика Британія | 5 | 2 | 3 | 360 | 396 | -36 | 7    | 1-1 |
| 5     | Німеччина       | 5 | 2 | 3 | 390 | 396 | -6  | 7    | 0-2 |
| 6     | Ізраїль         | 5 | 1 | 4 | 364 | 380 | -16 | 6    |     |

Всі матчі пройшли в «Tivoli Hall», Любляна
| 4 вересня 2013  |         |                 |
| Ізраїль         | 71 - 75 | Велика Британія |
| Бельгія         | 57 - 58 | Україна         |
| Франція         | 74 - 80 | Німеччина       |
| 5 вересня 2013  |         |                 |
| Україна         | 74 - 67 | Ізраїль         |
| Німеччина       | 73 - 77 | Бельгія         |
| Велика Британія | 65 - 88 | Франція         |
| 6 вересня 2013  |         |                 |
| Німеччина       | 83 - 88 | Україна         |
| Бельгія         | 76 - 71 | Велика Британія |
| Франція         | 82 - 63 | Ізраїль         |
| 8 вересня 2013  |         |                 |
| Велика Британія | 81 – 74 | Німеччина       |
| Україна         | 71 – 77 | Франція         |
| Ізраїль         | 87 – 69 | Бельгія         |
| 9 вересня 2013  |         |                 |
| Велика Британія | 68 – 87 | Україна         |
| Німеччина       | 80 – 76 | Ізраїль         |
| Бельгія         | 65 – 82 | Франція         |

### Група B
| Місце | Команда              | І | В | П | МЗ  | МП  | МР  | Очки | ДП        |
| ----- | -------------------- | - | - | - | --- | --- | --- | ---- | --------- |
| 1     | Сербія               | 5 | 3 | 2 | 371 | 366 | +5  | 8    | 3-0       |
| 2     | Латвія               | 5 | 3 | 2 | 365 | 360 | +5  | 8    | 1-2 1,021 |
| 3     | Литва                | 5 | 3 | 2 | 347 | 337 | +10 | 8    | 1-2 1,015 |
| 4     | Боснія і Герцеговина | 5 | 3 | 2 | 358 | 369 | -11 | 8    | 1-2 0,968 |
| 5     | Чорногорія           | 5 | 2 | 3 | 376 | 382 | -6  | 7    |           |
| 6     | Македонія            | 5 | 1 | 4 | 356 | 369 | -13 | 6    |           |

Всі матчі пройшли в «Podmežakla Hall», Єсениці
| 4 вересня 2013       |         |                      |
| Латвія               | 86 - 75 | Боснія і Герцеговина |
| Македонія            | 80 - 81 | Чорногорія           |
| Сербія               | 63 – 56 | Литва                |
| 5 вересня 2013       |         |                      |
| Чорногорія           | 72 - 73 | Латвія               |
| Боснія і Герцеговина | 66 - 77 | Сербія               |
| Литва                | 75 - 67 | Македонія            |
| 6 вересня 2013       |         |                      |
| Чорногорія           | 70 - 76 | Боснія і Герцеговина |
| Латвія               | 57 - 67 | Литва                |
| Македонія            | 89 – 75 | Сербія               |
| 8 вересня 2013       |         |                      |
| Боснія і Герцеговина | 62 – 54 | Македонія            |
| Сербія               | 80 – 71 | Латвія               |
| Литва                | 77 – 70 | Чорногорія           |
| 9 вересня 2013       |         |                      |
| Латвія               | 76 – 66 | Македонія            |
| Литва                | 72 – 78 | Боснія і Герцеговина |
| Чорногорія           | 83 – 76 | Сербія               |

### Група C
| Місце | Команда  | І | В | П | МЗ  | МП  | МР   | Очки | ДП  |
| ----- | -------- | - | - | - | --- | --- | ---- | ---- | --- |
| 1     | Іспанія  | 5 | 4 | 1 | 369 | 269 | +100 | 9    | 1-0 |
| 2     | Хорватія | 5 | 4 | 1 | 337 | 341 | -4   | 9    | 0-1 |
| 3     | Словенія | 5 | 3 | 2 | 347 | 344 | +3   | 8    | -   |
| 4     | Чехія    | 5 | 2 | 3 | 316 | 339 | -23  | 7    | -   |
| 5     | Грузія   | 5 | 1 | 4 | 366 | 394 | -28  | 6    | 1-0 |
| 6     | Польща   | 5 | 1 | 4 | 329 | 377 | -48  | 6    | 0-1 |

Всі матчі пройшли в «Zlatorog Arena», Цельє
| 4 вересня 2013 |         |          |
| Грузія         | 84 - 67 | Польща   |
| Іспанія        | 68 - 40 | Хорватія |
| Чехія          | 60 – 62 | Словенія |
| 5 вересня 2013 |         |          |
| Хорватія       | 77 - 76 | Грузія   |
| Польща         | 68 - 69 | Чехія    |
| Словенія       | 78 - 69 | Іспанія  |
| 7 вересня 2013 |         |          |
| Іспанія        | 60 – 39 | Чехія    |
| Хорватія       | 74 - 70 | Польща   |
| Грузія         | 68 – 72 | Словенія |
| 8 вересня 2013 |         |          |
| Польща         | 53 – 89 | Іспанія  |
| Чехія          | 95 – 79 | Грузія   |
| Словенія       | 74 – 76 | Хорватія |
| 9 вересня 2013 |         |          |
| Грузія         | 59 – 83 | Іспанія  |
| Хорватія       | 70 – 53 | Чехія    |
| Словенія       | 61 – 71 | Польща   |

### Група D
| Місце | Команда   | І | В | П | МЗ  | МП  | МР  | Очки | ДП        |
| ----- | --------- | - | - | - | --- | --- | --- | ---- | --------- |
| 1     | Італія    | 5 | 5 | 0 | 391 | 339 | +52 | 10   | -         |
| 2     | Фінляндія | 5 | 4 | 1 | 358 | 337 | +21 | 9    | -         |
| 3     | Греція    | 5 | 3 | 2 | 392 | 350 | +42 | 8    | -         |
| 4     | Швеція    | 5 | 1 | 4 | 345 | 391 | -46 | 6    | 1-1 1,040 |
| 5     | Туреччина | 5 | 1 | 4 | 355 | 398 | -43 | 6    | 1-1 1,006 |
| 6     | Росія     | 5 | 1 | 4 | 374 | 400 | -26 | 6    | 1-1 0,956 |

Всі матчі пройшли в «Arena Bonifika», Копер
| 4 вересня 2013 |         |           |
| Туреччина      | 55 - 61 | Фінляндія |
| Швеція         | 51 - 79 | Греція    |
| Росія          | 69 – 76 | Італія    |
| 5 вересня 2013 |         |           |
| Фінляндія      | 81 - 60 | Швеція    |
| Італія         | 90 – 75 | Туреччина |
| Греція         | 80 - 71 | Росія     |
| 7 вересня 2013 |         |           |
| Росія          | 62 – 81 | Швеція    |
| Італія         | 62 – 44 | Фінляндія |
| Туреччина      | 61 – 84 | Греція    |
| 8 вересня 2013 |         |           |
| Фінляндія      | 86 – 83 | Росія     |
| Греція         | 72 – 81 | Італія    |
| Швеція         | 74 – 87 | Туреччина |
| 9 вересня 2013 |         |           |
| Греція         | 77 – 86 | Фінляндія |
| Італія         | 82 – 79 | Швеція    |
| Туреччина      | 77 – 89 | Росія     |

## Основний раунд
Другий раунд пройде з 11 по 16 вересня 2013 року. Збірні будуть розділені на 2 групи. Колективи які виступали в одній групі в першому раундні не гратимуть між собою знову. При підрахунку очок будуть враховуватися результати їх матчів в першому раунді. По 4 найкращі збірні з кожної групи вийдуть до 1/4 фіналу.

### Група Е
| Місце | Команда | І | В | П | МЗ  | МП  | МР  | Очки | ДП  |
| ----- | ------- | - | - | - | --- | --- | --- | ---- | --- |
| 1     | Сербія  | 5 | 4 | 1 | 371 | 343 | +28 | 9    | 1-0 |
| 2     | Литва   | 5 | 4 | 1 | 355 | 314 | +41 | 9    | 0-1 |
| 3     | Франція | 5 | 3 | 2 | 388 | 380 | +8  | 8    | -   |
| 4     | Україна | 5 | 2 | 3 | 325 | 364 | -39 | 7    | -   |
| 5     | Бельгія | 5 | 1 | 4 | 318 | 358 | -40 | 6    | 1-0 |
| 6     | Латвія  | 5 | 1 | 4 | 362 | 360 | +2  | 6    | 0-1 |

Всі матчі пройшли в «Арені Стожиці», Любляна
| 11 вересня 2013 |          |         |
| Литва           | 76 – 62  | Франція |
| Латвія          | 85 – 51  | Україна |
| Бельгія         | 69 – 76  | Сербія  |
| 13 вересня 2013 |          |         |
| Франція         | 102 – 91 | Латвія  |
| Литва           | 86 – 67  | Бельгія |
| Україна         | 82 – 75  | Сербія  |
| 15 вересня 2013 |          |         |
| Сербія          | 77 – 65  | Франція |
| Україна         | 63 – 70  | Литва   |
| Латвія          | 56 – 60  | Бельгія |

### Група F
| Місце | Команда   | І | В | П | МЗ  | МП  | МР  | Очки | ДП  |
| ----- | --------- | - | - | - | --- | --- | --- | ---- | --- |
| 1     | Хорватія  | 5 | 4 | 1 | 372 | 361 | +11 | 9    | -   |
| 2     | Словенія  | 5 | 3 | 2 | 385 | 379 | +6  | 8    | 1-0 |
| 3     | Італія    | 5 | 3 | 2 | 374 | 357 | +17 | 8    | 0-1 |
| 4     | Іспанія   | 5 | 2 | 3 | 375 | 339 | +36 | 7    | 1-0 |
| 5     | Фінляндія | 5 | 2 | 3 | 341 | 385 | -44 | 7    | 0-1 |
| 6     | Греція    | 5 | 1 | 4 | 381 | 407 | -26 | 6    | -   |

Всі матчі пройшли в «Арені Стожиці», Любляна
| 12 вересня 2013 |         |           |
| Греція          | 79 – 75 | Іспанія   |
| Фінляндія       | 63 – 88 | Хорватія  |
| Словенія        | 84 – 77 | Італія    |
| 14 вересня 2013 |         |           |
| Іспанія         | 82 – 56 | Фінляндія |
| Греція          | 65 – 73 | Словенія  |
| Хорватія        | 76 – 68 | Італія    |
| 16 вересня 2013 |         |           |
| Італія          | 86 – 81 | Іспанія   |
| Хорватія        | 92 – 88 | Греція    |
| Фінляндія       | 92 – 76 | Словенія  |

## Плей-оф
Матчі плей-оф пройшли з 18 по 22 вересня 2013 року. Всі поєдинки пройшли в Любляні, на «Арені Стожиці».

### 1/4 фіналу
Матчі пройшли 18 і 19 вересня 2013 року.
| 18 вересня 2013 |         |         |
| Сербія          | 60 - 90 | Іспанія |
| Словенія        | 62 - 72 | Франція |
| 19 вересня 2013 |         |         |
| Литва           | 81 - 77 | Італія  |
| Хорватія        | 84 – 72 | Україна |

### Турнір за 5-8 місце
Матчі пройшли 19 і 20 вересня 2013 року
| 19 вересня 2013 |         |          |
| Сербія          | 74 - 92 | Словенія |
| 20 вересня 2013 |         |          |
| Україна         | 66 - 58 | Італія   |

### 1/2 фіналу
Матчі пройшли 20 вересня 2013 року
| 20 вересня 2013 |         |         |
| Іспанія         | 72 - 75 | Франція |
| Хорватія        | 62 - 77 | Литва   |

### Матч за 7 місце
| 21 вересня 2013 |         |        |
| Сербія          | 76 - 64 | Італія |

### Матч за 5 місце
| 21 вересня 2013 |         |         |
| Словенія        | 69 - 63 | Україна |

### Матч за 3 місце
| 22 вересня 2013 |         |          |
| Іспанія         | 92 - 66 | Хорватія |

### Фінал
| 22 вересня 2013 |         |       |
| Франція         | 80 - 66 | Литва |

| Чемпіон Європи 2013 |
| ------------------- |
| Франція 1-й титул   |

## Загальний залік
| Місце | Команда              | Ігри |
| ----- | -------------------- | ---- |
|       | Франція              | 8–3  |
|       | Литва                | 8–3  |
|       | Іспанія              | 7–4  |
| 4     | Хорватія             | 8–3  |
| 5     | Словенія             | 7–4  |
| 6     | Україна              | 6–5  |
| 7     | Сербія               | 6–5  |
| 8     | Італія               | 6–5  |
| 9     | Фінляндія            | 5–3  |
| 9     | Бельгія              | 3–5  |
| 11    | Греція               | 4–4  |
| 11    | Латвія               | 4–4  |
| 13    | Боснія і Герцеговина | 3–2  |
| 13    | Чехія                | 2–3  |
| 13    | Велика Британія      | 2–3  |
| 13    | Швеція               | 1–4  |
| 17    | Німеччина            | 2–3  |
| 17    | Чорногорія           | 2–3  |
| 17    | Грузія               | 1–4  |
| 17    | Туреччина            | 1–4  |
| 21    | Македонія            | 1–4  |
| 21    | Ізраїль              | 1–4  |
| 21    | Росія                | 1–4  |
| 21    | Польща               | 1–4  |